# Dejan Stanković
Dejan Stanković (en cirílico serbio Дејан Станковић; Belgrado, 11 de septiembre de 1978) es un exfutbolista y entrenador serbio. Actualmente dirige al Spartak Moscú de la Liga Premier de Rusia.
Como jugador, ocupaba la posición de centrocampista y comenzó su carrera en el Estrella Roja, antes de ser transferido a la Lazio en 1998. Jugó en el club romano durante seis temporadas antes de unirse al Inter de Milán, donde permaneció hasta su retiro en 2013. En el curso de su carrera ganó veinticinco títulos en total: un campeonato yugoslavo, tres copas de Yugoslavia, seis campeonatos italianos, cinco copas de Italia, seis supercopas de Italia, una Recopa de Europa de la UEFA, una Supercopa de la UEFA, una Liga de Campeones de la UEFA y una Copa Mundial de Clubes de la FIFA. Tras su retiro como futbolista, en 2014 fue técnico asistente de Andrea Stramaccioni en el Udinese y al año siguiente volvió al Inter como dirigente. Entre 2019 y 2022 dirigió al Estrella Roja de Belgrado, con el cual ganó tres superligas y dos Copas de Serbia.
Hasta 2018 fue el poseedor del récord de más presencias con la selección de su país (103), antes de ser superado por Branislav Ivanović. Participó en tres mundiales (Francia 1998, Alemania 2006, Sudáfrica 2010) y una eurocopa (Bélgica-Países Bajos 2000). Stanković es el único jugador que representó a tres selecciones diferentes en Copas Mundiales de la FIFA: Yugoslavia, Serbia y Montenegro y Serbia.

## Orígenes y formación futbolística
Stanković nació y creció en Zemun, Belgrado, hijo de Borislav, jugador del OFK Belgrado, y Dragica, jugadora del ŽFK Sloga Zemun. Comenzó a jugar al fútbol a los siete años de edad e iba a declarar: «Cuando recuerdo mi propia carrera futbolística, puedo decir honestamente que comenzó con el fútbol sala, aunque en ese momento era simplemente fútbol callejero o fútbol en el patio de la escuela». Después de jugar en el Radnički de Nova Pazova, fue descartado por el equipo de su ciudad, el Zemun, por «no tener el talento suficiente». A continuación formó parte de un grupo de danza folclórica serbia durante un tiempo y más tarde comenzó su carrera juvenil en el F. K. Teleoptik de Belgrado.

## Trayectoria en clubes

### Estrella Roja de Belgrado
Con catorce años de edad fue fichado por el Estrella Roja de Belgrado, después de que lo descubriera Branko Radović, entrenador de divisiones juveniles del club. El jugador permaneció en el equipo de su ciudad durante todos los niveles juveniles, donde tuvo como entrenadores a Tomislav Milićević y Vladimir Petrović y jugó junto a Nikola Lazetić y Nenad Lalatović. Llegó a ser alcanzapelotas de un equipo que contaba entre sus filas con jugadores como Siniša Mihajlović, Vladimir Jugović y Robert Prosinečki. Con tan solo dieciséis años de edad llegó al primer equipo del Estrella Roja y casi seis meses más tarde jugó su primer partido de liga.
Durante la temporada 1994-95, Stanković debutó en el primer equipo bajo la dirección de Ljupko Petrović ingresando en el segundo tiempo contra el OFK Belgrado el 11 de febrero de 1995, transformándose en ese entonces en el jugador más joven de la historia en vestir la camiseta del Estrella Roja en primera división. Luchando por un puesto en el equipo titular —liderado por Dejan Petković, Darko Kovačević y Nebojša Krupniković, entre otros—, el joven Stanković tuvo siete presencias en la liga de esa temporada en la que su equipo consiguió el título. Anotó su primer gol en 1995 contra el Budućnost Podgorica y de esa forma se transformó en el jugador más joven en anotar un gol para el Estrella Roja, superando a Dragan Džajić. Ya en la siguiente temporada, Stanković se afianzó como titular con veinticuatro partidos jugados y siete goles.
A principios de los años 1990, mientras Yugoslavia se encontraba sancionada por las Naciones Unidas, el Estrella Roja se vio imposibilitado de participar en competiciones europeas. La exclusión se eliminó hacia la temporada 1995-96 y un año más tarde Stanković anotó dos goles en la memorable victoria de su equipo 4-0 en tiempo extra contra el Kaiserslautern en los dieciseisavos de final de la Recopa de Europa. Antes del comienzo de la temporada 1997-98, se transformó en el capitán del equipo, con dieciocho años, el capitán más joven en la historia del club, y hacia el final de la temporada había anotado un total de veintiún goles.

### Lazio
Después de que el exfutbolista Vincenzo Proietti Farinelli lo viese jugar en el partido entre Partizán de Belgrado y Estrella Roja, la Lazio de Italia se interesó en él y, tras imponerse sobre la Roma en el mercado, el presidente Sergio Cragnotti logró la transferencia de Stanković a la Lazio en el verano de 1998 por una suma de veinticuatro mil millones de liras. Otros equipos como el PSG y el Rangers también habían hecho ofertas por el judador. En agosto de ese año, entró para jugar parte del segundo tiempo de la Supercopa de Italia en una final que la Lazio venció por dos goles contra uno a la Juventus y en septiembre debutó en la Serie A, presentándose enseguida ante los aficionados con un gol de larga distancia contra el Piacenza. En noviembre, la Lazio viajó a Belgrado para disputar un partido eliminatorio de la Recopa de Europa contra el Partizán, con un clima tenso debido a la presencia de dos exjugadores del Estrella Roja en el quipo italiano: Siniša Mihajlović y Stanković. Diez minutos después de ingresar al campo durante el segundo tiempo, recibido por chiflidos e insultos por parte del público local, el excapitán del Estrella Roja marcó el momentáneo 2-1 en favor del equipo romano, que acabó eliminando al Partizán. Stanković volvió a marcar en los siguientes encuentros de la copa para que la Lazio alcanzara y triunfara en la final. Esa temporada Stanković disputó cuarenta y dos partidos y marcó nueve goles; en la Serie A la Lazio se quedó a un paso de conseguir el scudetto, un solo punto por detrás del Milan. El mismo año disputó la final de la Supercopa de Europa venciendo al Manchester United. En la temporada siguiente, el 14 de mayo del año 2000, finalmente la Lazio logró conseguir el scudetto arrebatándole el primer puesto a la Juventus en la última fecha. También obtuvo la Copa Italia del mismo año. Con Juan Sebastián Verón, Diego Simeone o Matías Almeyda ocupando el centro del mediocampo, a menudo Sven-Göran Eriksson utilizaba a Stanković como centrocampista lateral, compitiendo con Sérgio Conceição por un puesto como titular.
Hacia fines de ese año, anotó uno de los goles en la victoria 4-3 contra el Inter en la final de la Supercopa de Italia 2000. Tras dos caídas de local contra la Roma y el Udinese en la Serie A, Eriksson renunció y dejó el puesto de entrenador a Dino Zoff. Los biancazzurri no pudieron repetir el éxito anterior: la Lazio finalizó en el tercer lugar en la temporada 2000-21 de Serie A, última en la segunda fase de grupos de la Liga de Campeones y fue eliminada por el Udinese en la Copa Italia. A principios de 2001, Stanković estuvo a punto de pasar a la Fiorentina, pero los problemas financieros del club viola frenaron el pase del jugador. El serbio continuó en la Lazio y en la temporada 2001-02 fue partícipe de la victoria 4-2 frente al Inter que en la última fecha le negó el scudetto al nerazzurro. Debido a la crisis económica que atravesaba el club, la Lazio cedió al capitán Alessandro Nesta y al goleador argentino Hernán Crespo; no obstante, Stanković permaneció y se transformó en un referente del equipo, además de recibir la cinta de capitán por parte del nuevo entrenador, Roberto Mancini. Durante la temporada 2002-03, la Lazio se clasificó a la Liga de Campeones y alcanzó la semifinal de la Copa de la UEFA. Stanković fue protagonista en ambos Derbi de Roma, marcando tanto en la ida como en la vuelta.
Antes del comienzo de la temporada 2003-04, Stanković estuvo cerca de ser transferido a la Juventus por treinta millones de euros, pero decidió permanecer en la Lazio. En la Copa Italia 2003-04, marcó en la fase eliminatoria en ambos partidos contra el Parma, que le permitieron a la Lazio seguir adelante en la competición que terminó ganando. A principios de 2004, el director general de la Juventus Luciano Moggi declaró: «Queríamos que el Inter supiera que ya no estamos interesados en Stanković después de la broma que hizo». Moggi afirmó: «Primero firmó con nosotros y luego se fue al Inter a pedir el doble de lo que gana en la Lazio». De esa forma, el jugador fue transferido al Inter en el mercado de invierno mediante una transacción de cuatro millones de euros además del préstamo a la Lazio del macedonio Goran Pandev. «Tengo que agradecer a la Lazio que me vio crecer como jugador y como hombre. Pero ahora comienza una nueva aventura para mí en un gran club y con un gran equipo», fueron las primeras palabras del serbio que firmó un contrato por cuatro años y medio con el club milanés. Con la Lazio demostró confianza cerca de la portería contraria y sobre todo se mostró capaz de anotar goles notables mediante tiros de larga distancia. Su estilo y desempeño dentro de la cancha le valió el sobrenombre de «Il Dragone» (el dragón). En la Lazio disputó 208 partidos en total y anotó 34 goles.

### Internazionale

#### 2004-2008
A principios de febrero de 2004, Stanković debutó con el Inter con Alberto Zaccheroni como entrenador, un partido de Serie A como local contra el Siena que finalizó 4-0. El mismo mes anotó un gol olímpico para poner en ventaja 1-0 a su equipo en el derby della Madonnina contra el Milan. En el equipo de Zaccheroni, Stanković jugaba en una formación 3-4-3 como centrocampista por la izquierda con libertad para sumarse al ataque. El Inter terminó la liga en el cuarto puesto y se clasificó a la Champions League, sin embargo, Zaccheroni fue reemplazado por Roberto Mancini, antiguo compañero y entrenador en Lazio de Stanković. Por su cercanía con dicho entrenador, lo llamaban «hijo de Mancini».
El cambio de entrenador se adecuó perfectamente a Stanković, quien además se reunió con otro excompañero de la Lazio, Siniša Mihajlović. Gracias a una gran jugada personal contra el Ajax por los octavos de final de la Liga de Campeones, logró el único gol del encuentro y condujo al Inter a la siguiente fase. Tras participar en la Copa Mundial de 2006, consiguió su primer scudetto con el Inter después de que la Federación Italiana de Fútbol penalizó a la Juventus y al Milan debido al Calciopoli. En la temporada 2006-07 tuvo notables intervenciones en la Serie A, marcando algunos goles memorables como el tiro desde fuera del área —además de dar tres asistencias— en clásico contra el Milan que terminó 4-3 en favor de los nerazzurri. Según La Gazzetta dello Sport, Stanković fue elegido como mejor jugador del partido en cinco ocasiones durante la temporada 2006-07 de la Serie A. En febrero de 2007 renovó su contrato con el Inter hasta el año 2010.

#### 2008-2009
Con la llegada de José Mourinho como nuevo entrenador en junio de 2008, la prensa especuló sobre la salida de algunos jugadores, entre ellos Dejan Stanković, debido a que aparentemente no iban a ser tenidos en cuenta por Mourinho. Algunos medios comentaban que el posible alejamiento del jugador podría estar relacionado con su buena relación con el entrenador anterior, Roberto Mancini. Ese mismo mes, se afirmó que Mourinho había descartado la posibilidad de que Stanković asistiera a los entrenamientos de pretemporada en Alto Adigio y que el jugador estaba cerca de firmar por la Juventus. El director técnico de la Juventus Claudio Ranieri y su excompañero Pavel Nedvěd apoyaban el pase del serbio a pesar de las protestas de la afición bianconera, que todavía no olvidaba las críticas de Stanković a la Juventus en 2004 durante el escándalo del «Calciopoli». Posteriormente, las negociaciones con la Juve fallaron por otras razones y el Inter afirmó que se iba a quedar con el jugador. Sin embargo, las especulaciones sobre su alejamiento volvieron cuando a mediados de julio de ese año Mourinho declaró que «Stanković no era el mismo jugador que era en Lazio». Sin embargo, el serbio recordó que a mediados de ese mismo mes: «[Mourinho] me dice: quiero a Lampard pero es difícil, serás mi apuesta, quiero apostar por ti. No me importa que seas amigo de Roberto, quien dice que no podemos hacernos amigos en tres meses. Con esas palabras José me compró por el resto de la vida».
Stanković se quedó en el club para pelear por un lugar en el equipo de Mourinho y lo logró poco después de comenzada la temporada. El 19 de octubre de 2008, realizó un gol notable en la victoria del Inter 4-0 sobre la Roma en el Estadio Olímpico; este fue su gol número veinticuatro para el Inter sumando todas las competiciones, cortando una sequía goleadora de un año. Después del encuentro, Stanković expresó su satisfacción por sentirse en plena forma nuevamente, dejando atrás una temporada de lesiones. Además agradeció a Mourinho por haberle dado la oportunidad de jugar después de haber comenzado la pretemporada con el pie izquierdo.
En diciembre de 2008, Stanković, ya entonces afianzado en el mediocampo de Mourinho, tuvo una destacada actuación contra el Chievo: primero con un pase en profundidad para asistir a Maxwell, después con un gol desde afuera del área para poner el 2-0 y finalmente con otra asistencia para Zlatan Ibrahimović que sentenciar la victoria definitiva del Inter por 4-2. El 7 de febrero de 2009, Stanković disputó su partido número 200 con el Inter —sumando todas las competiciones— en un partido de visitante contra el Lecce. Los nerazzurri golearon al recientemente ascendido por 3-0 y Stanković consiguió un notable gol de cabeza. Continuó su buen momento marcando el segundo gol de la victoria del Inter contra el Milan en el derbi de Milán el 15 de febrero. Inter ganó su cuarta temporada de Serie A consecutiva y Stanković su quinto scudetto personal.
En la Liga de Campeones, Inter llegó a la segunda ronda habiendo perdido sus últimos dos partidos de grupo. En los octavos de final quedaron eliminados contra el Manchester United; Stanković jugó los noventa minutos del primer partido en el San Siro y tuvo una destacada actuación. Comenzó como titular también en el segundo partido, pero pese a que el serbio tuvo oportunidades de marcar en un par de ocasiones, el Manchester se terminó imponiendo por 2-0. Ese fue el partido número 63 de Stanković en la Liga de Campeones y de esa forma superó a Predrag Đorđević como el jugador serbio con más participaciones en esa competición.

#### 2009-2010: La temporada del «triplete»
La temporada 2009-10 comenzó de buena manera para Stanković. El 29 de agosto reemplazó a Esteban Cambiasso en el clásico de Milán y con un tiro espectacular desde larga distancia marcó su segundo gol consecutivo en un derby della Madonnina y el cuarto gol del Inter en el 4-0 final. Posteriormente marcó contra Rubin Kazán y Udinese para continuar con su buen rendimiento bajo la dirección de José Mourinho.
También anotó un gol desde 54 metros en una goleada 5-0 contra el Genoa, pateando el balón de volea después del despeje de Marco Amelia. Al final de la temporada, Stanković ganó un triplete histórico con el Inter, conquistando la Serie A, la Coppa Italia y la Liga de Campeones 2009-10. «Levantar la Champions League es el pináculo de una carrera, solo aquellos que pueden levantar la Copa del Mundo pueden entender. Pero para quien no tiene la oportunidad de ganar un Mundial, la Champions League es lo máximo», declaró el jugador.

#### 2010-2011
Stanković, con el nuevo entrenador Rafael Benítez, continuó con su habitual rol de centrocampista. El 28 de noviembre de 2010, anotó un hat-trick en una contundente victoria por 5-2 sobre el Parma en San Siro. En la Copa Mundial de Clubes de la FIFA 2010 en Abu Dabi a mediados de diciembre, Stanković anotó el primer gol en la semifinal contra el Seongnam. A pesar de su buen desempeño, Benítez decidió dejar al mediocampista en el banco de sumplentes para la final frente al TP Mazembe, que ingresó en el minuto 54 por Christian Chivu y contribuyó con una asistencia para el tercer gol. Benítez fue pronto despedido a pesar de ganar el trofeo y un par de semanas después Stanković expresó su consternación por la decisión del español de dejarlo en el banco para la final. En la misma ocasión, aunque había respaldado al entrenador meses antes, afirmó que Benítez simplemente «no funcionó»» en el Inter.
Con el recién llegado entrenador Leonardo, Stanković anotó de local contra el Bologna a mediados de enero y luego como visitante contra Udinese, anotando el primer gol en un partido que el Inter perdió 3-1. En los cuartos de final de la Coppa Italia contra Napoli el 26 de enero, Stanković se lesionó el músculo del muslo. Regresó para un partido de la Serie A contra la Sampdoria el 27 de febrero cuando el Inter ganó 2-0. El Inter se recuperó en la liga y se situó a dos puntos del líder, el Milan, justo antes del derbi, pero perdió 0-3. Refiréndose al éxito de temporada anterior con la obtención del triplete, Stanković recordó: «Habíamos intentado lograrlo también el año siguiente [...] Los ciclos están hechos para terminar, lo siento, pero nuestra parte la habíamos hecho».
Stanković anotó con una espectacular volea desde la línea media contra el Schalke 04 en el partido de ida de cuartos de final de la Liga de Campeones el 5 de abril de 2011 cuando el portero Manuel Neuer salió corriendo del área para hacer un despeje de cabeza que llegó hasta la línea media, dando la oportunidad a Stanković de anotar un gol pateando de volea y de primera. El Inter, sin embargo, perdió ese partido 2-5 en casa. Ese gol al Schalke ha sido recordado por algunos medios como uno de los mejores goles de la Liga de Campeones y de la historia. El 19 de abril, en el partido de ida de la semifinal de la Coppa Italia, Stanković anotó el gol de la victoria con otro espectacular disparo de larga distancia, con una volea con el empeine que superó al guardameta. Jugó los noventa minutos en la final de dicha copa contra el Palermo, ganando su último trofeo con el Inter.

#### Retiro
Stanković permaneció dos temporadas más en el Inter sin alcanzar su anterior nivel y dificultado por las lesiones. El 6 de julio de 2013, anunció su despedida a la afición del Inter a través de una carta publicada en el sitio web oficial del club. Tuvo un total de 326 presencias con el Inter, anotando 42 goles. En 2019, fue incluido en el Salón de la Fama del Inter.

## Selección nacional
Stanković hizo su debut internacional con la selección de selección de fútbol de Yugoslavia a los diecinueve años de edad contra Corea del Sur el 22 de abril de 1998, anotando dos goles en la victoria por 6-1. La influencia en la ofensiva del joven Stanković ayudó a compensar la ausencia de los delanteros Predrag Mijatović y Savo Milošević. Representando a Yugoslavia en la Copa Mundial de Fútbol de 1998, debutó en la competición entrando desde el banco de suplentes contra Irán y en el siguiente partido contra Alemania apareció como titular, marcando el momentáneo 1-0 para Yugoslavia, que más tarde logró ponerse dos goles arriba. Sin embargo, un autogol devolvió la esperanza a Alemania, que logró empatar el encuentro a diez minutos del final. Volvió como titular en la victoria contra Estados Unidos que clasificó a Yugoslavia como segunda en su grupo detrás de Alemania por diferencia de gol. Stanković no estuvo presente en el partido de octavos de final, donde Yugoslavia fue eliminada por Países Bajos con un gol a los 92 minutos. Ya afianzado como una figura importante del equipo, fue convocado por Vujadin Boškov para la Eurocopa 2000, donde tras pasar con dificultad la fase de grupos, Yugoslavia —en crisis y con un ambiente tenso en el equipo— volvió a ser eliminada por Países Bajos en la fase de eliminación directa.
El equipo yugoslavo pasó a llamarse Serbia y Montenegro con el comienzo de la clasificación para la Copa del Mundo de 2006. Stanković jugó todos los partidos menos el último, anotando dos goles, para llevar a Serbia y Montenegro al primer lugar y lograr la clasificación directa. En la Copa Mundial de 2006, recibió la camiseta con el número 10 y Savo Milošević fue capitán de la nueva selección de Serbia y Montenegro en su primera Copa del Mundo, pero no pudieron pasar a las rondas eliminatorias después de perder todos sus partidos en un «grupo de la muerte» contra Países Bajos, Argentina y Costa de Marfil. Después de que Milošević se retirara, el centrocampista heredó la cinta de capitán de la renovada selección nacional de Serbia, tras la disolución de Serbia y Montenegro.
Fue medallista de plata en el Torneo Internacional de Fútbol de Chipre de 2009. En la fase de clasificación para la Copa del Mundo de 2010, Stanković fue titular y capitán de todos los partidos de Serbia menos dos y se clasificaron para su primera Copa del Mundo como nación independiente, clasificándose primeros en el grupo y relegando a Francia al repechaje. Ya en la Copa Mundial de Sudáfrica, Serbia debutó con una decepcionante derrota ante Ghana con un gol de penal a pocos minutos del final. En el sistema táctico del entrenador Radomir Antić, Stanković fue empleado en una posición más defensiva de la habitual, que no tuvo los resultados esperados. A pesar de destacarse en la sorprendente victoria por 1-0 sobre la favorita Alemania, la derrota 2-1 contra Australia en último partido del grupo imposibilitó que los serbios pudieran avanzar a la siguiente ronda. Con su presencia en el mundial de 2010, Stanković se transformó en el primer futbolista en la historia en participar en tres campeonatos del mundo con tres selecciones diferentes.
Después de capitanear al equipo en una derrota por 1-0 en el partido final de la fase de clasificación de la UEFA Euro 2012 contra Eslovenia, Stanković anunció su retiro de la selección después de trece años desde su debut contra Corea del Sur en 1998. Jugó un partido testimonial dos años después, convirtiéndose en el jugador con más partidos internacionales en la historia de Serbia (103), con un partido más que Savo Milošević. Se trató de un partido contra Japón, en el que jugó hasta el minuto diez, dejando espacio a Ivan Radovanović y recibiendo una gran ovasión al retirarse del campo de juego. Serbia ganó el partido 2-0. En 2018, su record de presencias en la selección fue superado por Branislav Ivanović.

### Participaciones en Copas del Mundo
Ha sido internacional con las selecciones de Yugoslavia y Serbia y Montenegro, y tras la desaparición de estas, con la selección de Serbia.
| Mundial                        | Sede      | Resultado        | Partidos | Goles |
| ------------------------------ | --------- | ---------------- | -------- | ----- |
| Copa Mundial de Fútbol de 1998 | Francia   | Octavos de final | 3        | 1     |
| Copa Mundial de Fútbol de 2006 | Alemania  | Primera fase     | 3        | 0     |
| Copa Mundial de Fútbol de 2010 | Sudáfrica | Primera fase     | 3        | 0     |

## Características técnicas
Stanković jugaba a menudo como centrocampista ofensivo, aunque era un jugador versátil capaz que ocupar otras posiciones y se hizo conocido por su capacidad para jugar en los laterales en como centrocampista defensivo. Un jugador tenaz, «Deki», como se lo apodaba, era conocido por sus eficientes y precisos pases, versatilidad y creatividad, así como por su habilidad para marcar goles, en particular desde larga distancia; también fue efectivo de cabeza, y era conocido por su ritmo, habilidad e influencia en el campo. Según su compañero y compatriota Siniša Mihajlović afirmó: «Stanković lo tenía todo: fuerza, velocidad, inteligencia, capacidad para avanzar, técnica. En mi opinión, en realidad logró menos de lo que podía haber logrado dados sus atributos».

## Carrera como entrenador

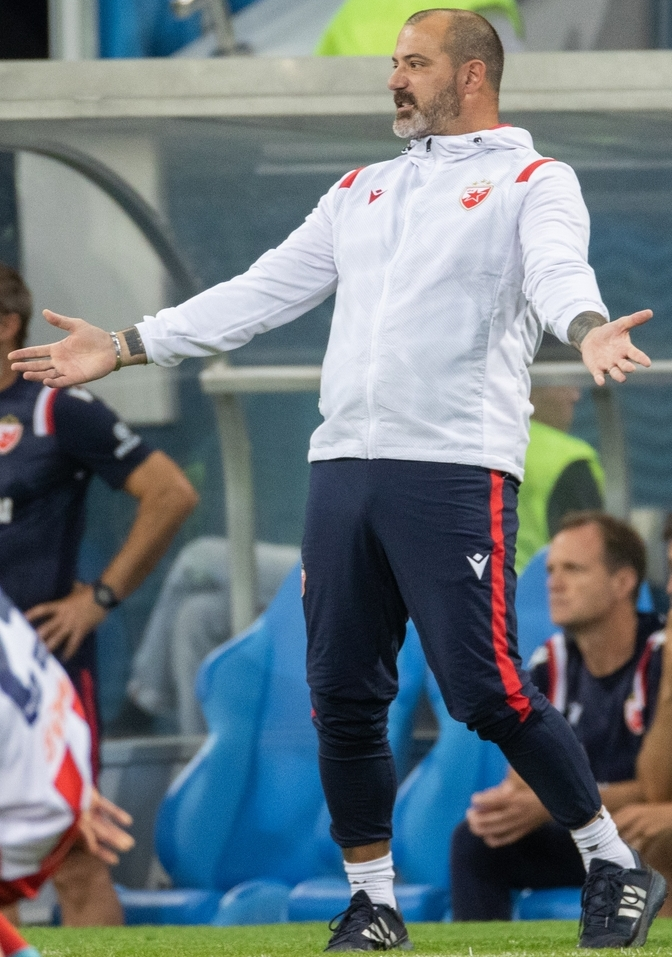
Stanković dirigiendo al Estrella Roja de Belgrado contra
el Zenit de San Petersburgo, el 3 de julio de 2022.

Stanković fue segundo entrenador del Udinese en la temporada 2014-15 de la Serie A, asistiendo a Andrea Stramaccioni, y posteriormente fue secretario técnico del Inter de Milán en la temporada temporada 2015-16.

### Estrella Roja de Belgrado
El 21 de diciembre de 2019, fue seleccionado como entrenador del Estrella Roja de Belgrado de la Superliga de Serbia, firmando un contrato por dos años y medio. Stanković expresó sus intenciones de tomar prestado algunas características de los entrenadores que lo habían dirigido anteriormente, declarando: «Espero mostrar la paciencia de Sven-Göran Eriksson, el enfoque práctico de Roberto Mancini, el carácter de Mourinho y la actitud de Siniša Mihajlović». Obtuvo su primer título como entrenador ganando la liga de la temporada 2020-21, con catorce puntos de ventaja por sobre su clásico rival, el Partizán. Esa temporada, el Estrella Roja terminó invicta, ganando 35 de los 38 partidos disputados, marcando un número récord nacional de 114 goles y batiendo el récord de puntos sumados en competiciones europeas con 108, superando al Celtic. En mayo de 2021, el club también ganó la Copa de Serbia derrotando en la final 4–3 al Partizan en los tiros desde el punto penal, después de terminar 0–0 en el tiempo regular. En la Europa League 2020-21, avanzó a la siguiente ronda junto al Hoffenheim, eliminando al Slovan Liberec y al Gent. El club fue eliminado en los dieciseisavos de final por el Milan por los goles anotados de visitante después de que la eliminatoria terminara 3-3 en el global.

### Sampdoria
El 5 de octubre de 2022, fue oficializado como nuevo entrenador de la Sampdoria, empezando así su primera experiencia como entrenador principal en Italia. Sin embargo, su llegada no alivió al club genovés, que descendió a la Serie B a falta de cuatro jornadas, terminando el campeonato en el último lugar. En 30 partidos, el técnico serbio consiguió solamente 17 puntos, fruto de 3 victorias, 8 empates y 19 derrotas. En junio de 2023, su contrato expiró y no fue renovado, por lo que Andrea Pirlo fue contratado en su lugar.

### Ferencváros
El 5 de septiembre de 2023, se hizo oficial su contratación como nuevo entrenador del Ferencváros.
El 14 de diciembre de 2023, Ferencváros empató con la ACF Fiorentina en el Groupama Arena en la última jornada de la fase de grupos de la UEFA Europa Conference League 2023-24. Ferencváros terminó en segundo lugar y se clasificó para los octavos de final. En una entrevista con La Gazzetta dello Sport, mencionó que empatar dos veces con la Fiorentina fue un gran logro.
El 15 de mayo de 2024, Ferencváros fue derrotado por Paksi SE 2-0 en la final de la Copa de Hungría 2024 en el Puskás Aréna. Al día siguiente anunció que abandonaría el cargo. El mismo mes, el Ferencváros obtuvo el Nemzeti Bajnokság I 2023-24, el título de la primera división húngara.

### Spartak de Moscú
El 16 de mayo de 2024 firmó un contrato de dos temporadas con el F. C. Spartak de Moscú.

## Clubes

### Como futbolista
| Club           | País          | Año       |
| -------------- | ------------- | --------- |
| Estrella Roja  | RF Yugoslavia | 1994-1998 |
| Lazio          | Italia        | 1998-2004 |
| Inter de Milán | Italia        | 2004-2013 |

### Como entrenador
| Club                       | País    | Año       |
| -------------------------- | ------- | --------- |
| Udinese Calcio (asistente) | Italia  | 2014-2015 |
| Estrella Roja              | Serbia  | 2019-2022 |
| Sampdoria                  | Italia  | 2022-2023 |
| Ferencváros                | Hungría | 2023-2024 |
| Spartak de Moscú           | Rusia   | 2024-Act. |

## Estadísticas como entrenador
| Equipo                | Div.                | Temporada           | Liga | Liga | Liga | Liga | Liga |    | Copa | Copa | Copa | Copa |    | Internacional | Internacional | Internacional | Internacional | Internacional |   | Otros | Otros | Otros | Otros |    | Totales     | Totales | Totales | Totales | Totales | Totales | Totales | Totales |
| Equipo                | Div.                | Temporada           | PD   | G    | E    | P    | Pos. | PD | G    | E    | P    | PD   | G  | E             | P             | Pos.          | PD            | G             | E | P     | PD    | G     | E     | P  | Rendimiento | GF      | GC      | Dif.    |         |         |         |         |
| --------------------- | ------------------- | ------------------- | ---- | ---- | ---- | ---- | ---- | -- | ---- | ---- | ---- | ---- | -- | ------------- | ------------- | ------------- | ------------- | ------------- | - | ----- | ----- | ----- | ----- | -- | ----------- | ------- | ------- | ------- | ------- | ------- | ------- | ------- |
| Estrella Roja Serbia  | 1.ª                 | 2019-20             | 10   | 7    | 2    | 1    | 1.º  | 2  | 1    | 0    | 1    | -    | -  | -             | -             | -             | -             | -             | - | -     | 12    | 8     | 2     | 2  | 72.23%      | 25      | 7       | +18     |         |         |         |         |
| Estrella Roja Serbia  | 1.ª                 | 2020-21             | 38   | 35   | 3    | 0    | 1.º  | 5  | 4    | 1    | 0    | 12   | 6  | 5             | 1             | 1/16          | -             | -             | - | -     | 55    | 45    | 9     | 1  | 87.27%      | 146     | 33      | +113    |         |         |         |         |
| Estrella Roja Serbia  | 1.ª                 | 2021-22             | 37   | 32   | 4    | 1    | 1.º  | 5  | 4    | 1    | 0    | 14   | 7  | 3             | 4             | 1/8           | -             | -             | - | -     | 56    | 43    | 8     | 5  | 81.55%      | 131     | 33      | +98     |         |         |         |         |
| Estrella Roja Serbia  | 1.ª                 | 2022-23             | 5    | 5    | 0    | 0    | Inc. | -  | -    | -    | -    | 4    | 2  | 1             | 1             | Inc.          | -             | -             | - | -     | 9     | 7     | 1     | 1  | 81.48%      | 32      | 6       | +26     |         |         |         |         |
| Estrella Roja Serbia  | Total               | Total               | 90   | 79   | 9    | 2    | -    | 12 | 9    | 2    | 1    | 30   | 15 | 9             | 6             | -             | -             | -             | - | -     | 132   | 103   | 20    | 9  | 83.08%      | 334     | 79      | +255    |         |         |         |         |
| Sampdoria · Italia    | 1.ª                 | 2022-23             | 30   | 3    | 8    | 19   | 20.º | 2  | 0    | 1    | 1    | -    | -  | -             | -             | -             | -             | -             | - | -     | 32    | 3     | 9     | 20 | 18.76%      | 22      | 58      | -36     |         |         |         |         |
| Sampdoria · Italia    | Total               | Total               | 30   | 3    | 8    | 19   | -    | 2  | 0    | 1    | 1    | -    | -  | -             | -             | -             | -             | -             | - | -     | 32    | 3     | 9     | 20 | 18.76%      | 22      | 58      | -36     |         |         |         |         |
| Ferencváros · Hungría | 1.ª                 | 2023-24             | 29   | 20   | 5    | 4    | 1.º  | 6  | 4    | 1    | 1    | 8    | 2  | 4             | 2             | 1/16          | -             | -             | - | -     | 43    | 26    | 10    | 7  | 68.22%      | 88      | 37      | +51     |         |         |         |         |
| Ferencváros · Hungría | Total               | Total               | 29   | 20   | 5    | 4    | -    | 6  | 4    | 1    | 1    | 8    | 2  | 4             | 2             | -             | -             | -             | - | -     | 43    | 26    | 10    | 7  | 68.22%      | 88      | 37      | +51     |         |         |         |         |
| Spartak Moscú · Rusia | 1.ª                 | 2024-25             | 30   | 17   | 6    | 7    | 4.º  | 12 | 8    | 0    | 4    | -    | -  | -             | -             | -             | -             | -             | - | -     | 42    | 25    | 6     | 11 | 64.28%      | 80      | 37      | +43     |         |         |         |         |
| Spartak Moscú · Rusia | 1.ª                 | 2025-26             | 5    | 1    | 2    | 2    | -    | 2  | 1    | 1    | 0    | -    | -  | -             | -             | -             | -             | -             | - | -     | 7     | 2     | 3     | 2  | 42.86%      | 9       | 11      | -2      |         |         |         |         |
| Spartak Moscú · Rusia | Total               | Total               | 35   | 18   | 8    | 9    | -    | 14 | 9    | 1    | 4    | -    | -  | -             | -             | -             | -             | -             | - | -     | 49    | 27    | 9     | 13 | 61.22%      | 89      | 48      | +41     |         |         |         |         |
| Total en su carrera   | Total en su carrera | Total en su carrera | 184  | 120  | 30   | 34   | -    | 34 | 22   | 5    | 7    | 38   | 17 | 13            | 8             | -             | -             | -             | - | -     | 256   | 159   | 48    | 49 | 68.36%      | 533     | 222     | +311    |         |         |         |         |
| 1. 2.                 |                     |                     |      |      |      |      |      |    |      |      |      |      |    |               |               |               |               |               |   |       |       |       |       |    |             |         |         |         |         |         |         |         |

### Resumen por competiciones
| Competición                        | Partidos | Ganados | Empatados | Perdidos | %      |
| ---------------------------------- | -------- | ------- | --------- | -------- | ------ |
| Superliga de Serbia                | 90       | 79      | 9         | 2        | 91.11% |
| Copa de Serbia                     | 12       | 9       | 2         | 1        | 80.56% |
| Serie A                            | 30       | 3       | 8         | 19       | 18.89% |
| Copa Italia                        | 2        | 0       | 1         | 1        | 16.67% |
| Nemzeti Bajnokság I                | 29       | 20      | 5         | 4        | 74.72% |
| Copa de Hungría                    | 6        | 4       | 1         | 1        | 72.23% |
| Liga Premier de Rusia              | 35       | 18      | 8         | 9        | 59.05% |
| Copa de Rusia                      | 14       | 9       | 1         | 4        | 66.67% |
| Liga de Campeones de la UEFA       | 11       | 5       | 3         | 3        | 54.54% |
| Liga Europea de la UEFA            | 19       | 10      | 6         | 3        | 63.16% |
| Liga Europa Conferencia de la UEFA | 8        | 2       | 4         | 2        | 41.67% |
| TOTAL                              | 256      | 159     | 48        | 49       | 68.36% |

## Palmarés

### Como jugador

#### Campeonatos nacionales
| Título              | Club           | País          | Año  |
| ------------------- | -------------- | ------------- | ---- |
| Superliga de Serbia | Estrella Roja  | RF Yugoslavia | 1995 |
| Copa de Serbia      | Estrella Roja  | RF Yugoslavia | 1995 |
| Copa de Serbia      | Estrella Roja  | RF Yugoslavia | 1996 |
| Copa de Serbia      | Estrella Roja  | RF Yugoslavia | 1997 |
| Supercopa de Italia | Lazio          | Italia        | 1998 |
| Serie A             | Lazio          | Italia        | 2000 |
| Copa Italia         | Lazio          | Italia        | 2000 |
| Supercopa de Italia | Lazio          | Italia        | 2000 |
| Copa Italia         | Lazio          | Italia        | 2004 |
| Copa Italia         | Inter de Milán | Italia        | 2005 |
| Supercopa de Italia | Inter de Milán | Italia        | 2005 |
| Serie A             | Inter de Milán | Italia        | 2006 |
| Copa Italia         | Inter de Milán | Italia        | 2006 |
| Supercopa de Italia | Inter de Milán | Italia        | 2006 |
| Serie A             | Inter de Milán | Italia        | 2007 |
| Serie A             | Inter de Milán | Italia        | 2008 |
| Supercopa de Italia | Inter de Milán | Italia        | 2008 |
| Serie A             | Inter de Milán | Italia        | 2009 |
| Serie A             | Inter de Milán | Italia        | 2010 |
| Copa Italia         | Inter de Milán | Italia        | 2010 |
| Copa Italia         | Inter de Milán | Italia        | 2011 |
| Supercopa de Italia | Inter de Milán | Italia        | 2010 |

#### Campeonatos internacionales
| Título                 | Equipo         | Sede       | Año  |
| ---------------------- | -------------- | ---------- | ---- |
| Recopa de Europa       | Lazio          | Birmingham | 1999 |
| Supercopa de Europa    | Lazio          | Mónaco     | 1999 |
| Liga de Campeones      | Inter de Milán | Madrid     | 2010 |
| Copa Mundial de Clubes | Inter de Milán | Abu Dabi   | 2010 |

### Como entrenador

#### Campeonatos nacionales
| Título              | Club          | País    | Año  |
| ------------------- | ------------- | ------- | ---- |
| Superliga de Serbia | Estrella Roja | Serbia  | 2020 |
| Superliga de Serbia | Estrella Roja | Serbia  | 2021 |
| Copa de Serbia      | Estrella Roja | Serbia  | 2021 |
| Superliga de Serbia | Estrella Roja | Serbia  | 2022 |
| Copa de Serbia      | Estrella Roja | Serbia  | 2022 |
| Nemzeti Bajnokság I | Ferencváros   | Hungría | 2024 |

### Distinciones individuales
| Distinción                                 | Año        |
| ------------------------------------------ | ---------- |
| Futbolista del año en Serbia               | 2006, 2010 |
| Equipo del año de la European Sports Media | 2007       |